# Cofradía de Morelos
Cofradía de Morelos es una localidad del estado mexicano de Colima. Es parte del municipio de Tecomán.

## Toponimia
El nombre de la localidad rinde homenaje a José María Morelos, héroe de la Independencia de México.

## Demografía
| Gráfica de evolución demográfica |
|                                  |

| Censo | Población |
| ----- | --------- |
| 1970  | 611       |
| 1980  | 892       |
| 1990  | 1 541     |
| 2000  | 2 089     |
| 2010  | 2 339     |
| 2020  | 2 558     |